# Emilio Pasini

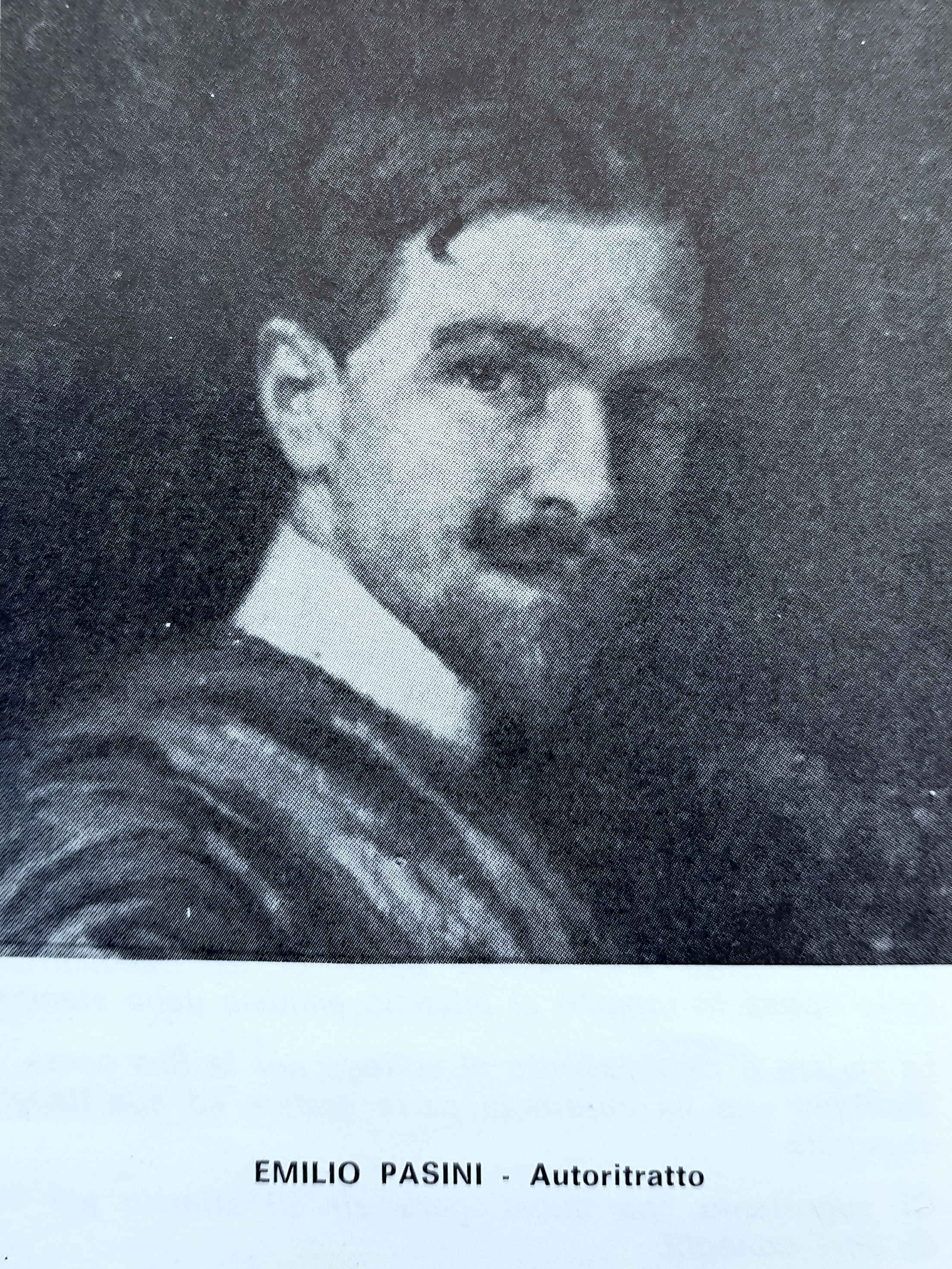
Emilio Pasini, Autoritratto, 1900 circa

Emilio Pasini (Brescia, 26 gennaio 1872 – Brescia, 4 gennaio 1953) è stato un pittore italiano.

## Biografia
Dimostrò già da ragazzo un talento per la pittura e iniziò l'apprendistato con il maestro Luigi Campini.  Studiò all'Accademia di belle arti presso l'Accademia Carrara di Bergamo, ove insegnava Cesare Tallone, che sarà suo ispiratore di una "ritrattistica nobilmente intesa". Si ispirò allo stile dei pittori del Rinascimento veneziano, (colorismo veneto), ma soprattutto ai fiamminghi, infatti eseguì dipinti e disegni ad inchiostro firmati anche Van Pasinick, in omaggio a Van Dyck; sviluppò poi nella sua lunga attività uno stile personale, "rendendo con penetrante intuito i caratteri dei personaggi".
Dopo gli studi iniziò una carriera che lo avrebbe portato ad esporre in numerose città italiane e straniere, come Milano, Torino, Genova, Firenze, Monaco di Baviera, a partecipare più volte alla Biennale di Venezia, a ritrarre la borghesia e l’aristocrazia lombarda (vedi lista delle esposizioni e lista delle opere) e a insegnare. Fu anche relatore nei congressi, si ricorda ad esempio la seguita conferenza all’Ateneo di Venezia dal tema: “Storia del ritratto italiana, con particolare attenzione a quello bresciano”, in occasione di sua presenza alla Biennale nel 1910, introdotto dallo studioso Pompeo Molmenti. Scrisse contributi  di argomento artistico per vari giornali sotto gli pseudonimi di Pictor o Isoschi,
I suoi esordi furono a soli diciotto anni con la partecipazione alle mostre dell'Arte in famiglia,  nei locali di palazzo Bargnani (Palazzo Martinengo Colleoni di Pianezza), facendosi apprezzare a fianco degli artisti Arturo Castelli, Gaetano Cresseri, Gian Battista Barbieri, Arnaldo Soldini. 
Nel 1898 sposò Luigia Tommaselli, che sarà sua preziosa modella più volte (ad esempio nel 1900), come pure il figlio Arrigo (1908, 1911, 1914, 1915).
Nell'agosto 1898 presenta sei ritratti all'Esposizione d'Arte Moderna in palazzo Bargnani, Brescia in occasione dei festeggiamenti in onore del Moretto.
Nel 1899 fu invitato alla Biennale di Venezia dove espose il ritratto di Marziale Ducos. Lavorò, oltre che per innumerevoli privati, per committenti pubblici (ritratto del Re Vittorio Emanuele III, 1901, per il municipio di Milano) e religiosi (Madonna di Pompei, chiesa di S. Giovanni, Brescia, 1903; pala di S. Francesco di Sales, Chiesa della Pace, Brescia, 1910, Pala, chiesa di Loveno Grumello, S. Paolo sulla via di Damasco, pala per la chiesa di S. Paolo, Salesiani, Brescia) e insegnò in una scuola statale. 
Nel 1912 acquistò Villa Rossa di Bornato, ove avrebbe vissuto parte dell’anno, in alternanza anche con Milano.
Nell’età matura parve prediligere il lavoro di studio e il contatto con i giovani, infatti, terminata l'attività didattica nelle scuole pubbliche, insegnerà a numerosi gruppi di allievi nel suo studio di via S. Chiara. Lo ricordano come maestro: Renato Arici, Giacomo Bergomi, Dante Bertocchi, Franco Bertulli, Aride Corbellini, Piero Cozzaglio, Dino Decca, Carlo Hauner, Ginetto Martini, Gabriel Gatti, Lamberto Lamberti, Clelia Piardi, Gabriele Saleri, Franco Salvotti, Orlando Saraceno, Cesare Tosca, Vinicio Zanella e altri.
Nel suo ricordo si formò nel 1989 il "Gruppo comunale Pittori e Scultori Emilio Pasini”, un gruppo di appassionati studiosi e esecutori d'arte, ancora attivo nel 2022, che nel settembre 1991 gli dedicò una mostra antologica nella Villa Secco D’Aragona a Bornato (Brescia) a cura di L. Anelli. In questa occasione venne messo in risalto il “dannunzianesimo” della sua vita il suo “inseguire un ‘tono alto’ e la vita come arte”

## Stile pittorico
Lorenzo Favero scrisse di lui: "Da oltre cinque lustri il Pasini viveva in uno splendido isolamento, lontano da ogni diatriba artistica, geloso in un suo mondo interiore, di un eterno suo sogno di bellezza nel senso più rinascimentale della parola. Ai giovani che accoglieva con cordialità nel suo studio insegnò il rispetto alla forma e al colore, escludendo per loro ogni vana avventura astrattistica, indicando l'esempio dei veri genii, sconsigliandoli dal seguire la pista di falsi profeti in un'epoca di anarchia e di caos come quella che stiamo attraversando". 
"Pasini, nella sua opera, racchiude cinquant'anni di vicende bresciane: e non soltanto bresciane, attraverso la interpretazione dei volti effigiati, degli ambienti coronanti quei volti, emerge un giudizio, sia pure indulgente ma veritiero su una generazione (R. Lonati), anche se “non sacrifica la rassomiglianza sull’altare delle eleganze mondane”(L. Anelli)

## Mostre
(tratte da Lonati, 1978)
- 1889, 1890, 1909 Brescia, palazzo Bargnani (Palazzo Martinengo Colleoni di Pianezza), Mostra Arte in famiglia
- 1898 Brescia, palazzo Bargnani, Esposizione d'Arte Moderna in occasione delle Feste Morettiane, sei ritratti.
- 1899 Biennale di Venezia, Ritratto di Marziale Ducos
- 1900 Milano, Permanente, con "Donna d'altri tempi".
- 1902 Monte Guglielmo, Mostra di pittura in occasione dell’inaugurazione di una scultura, ritratti
- 1903 Biennale di Venezia, con Signora in nero
- 1907 Biennale di Venezia, con Ferrj-ombra d'oro
- 1908 Torino, Quadriennale
- 1908 Milano, Brera, con Ritratto di signora
- 1909 Monaco di Baviera, Mostra degli artisti della Secessione, "Ritratto di Signora"
- 1910 Brera, Milano, Ritratto di Lyda Borelli
- 1910 Biennale di Venezia, Ritratto del Conte A.M., ritratto di Luigi Barzini
- 1912 Biennale di Venezia, Madre e figlio, L’uomo del garofano
- 1912 Brera, Milano, L’uomo del garofano
- 1913 Carnevale, Crocera di San Luca, Brescia
- 1914 Brera, Milano
- 1914 IX Biennale di Venezia
- 1916 Brera, Milano, con Bandiera tricolore
- 1919 Ridotto del Teatro Grande Brescia, esposizione, Tricolore
- 1921 Palazzo S. Paolo, Brescia, mostra sociale, testine di bambini
- 1922 Biennale di Venezia, ritratto della contessa Angela Ceresa Minotto, Ritratto di Bianca Prato Negroni Morosini da Zara
- 1924 Venezia, Ritratto di Nellj

## Opere in luoghi pubblici
Madonna di Pompei, chiesa di S. Giovanni, Brescia, 1903; 
Madonna con Bimbo, con San Francesco di Sales e i beati Sebastiano Valfré, Giovanni Grassi e Giovenale Ancine, 3,70 x 1,80 m, Chiesa della Pace, Brescia, 1910, 
Pala, chiesa di Loveno Grumello (Brescia)
S. Paolo sulla via di Damasco, pala per la chiesa di S. Paolo, Salesiani, Brescia

## Alcune opere
(tratte da Lonati, 1978)
La modella Rosina, 1891
Inverno, 1894
Ritratto di Marziale Ducos, 1899, esposto alla Biennale di Venezia 
La baronessina Laura di Boccard (1900), 
Donna d'altri tempi (La moglie Luigia) accolto dalla Permanente milanese nel 1900. 
Ritratto del Re Vittorio Emanuele III, 1901, municipio di Milano 
Signora in nero, 1903, selezionato per essere acquistato dall'Ateneo bresciano
L’Onorevole Benedini, 1904, riprodotto nella rivista Sentinella bresciana
Ferry-ombra d'oro, 1907, esposto alla Biennale di Venezia
Luigi Borghetti 1910
L'uomo del garofano esposto a Venezia, 1912
Ritratto di Signora, 1909, (la madre Angela Gatti Pasini), esposto a Monaco di Baviera
Carla Visconti di Modrone 1913, 
Raffaello Barbiera 1913,
La signora Aloisio, 1940
M. Luigi Falsina, 1942
Bianca Prato Negroni Morosini da Zara (esposto a Venezia nei primi anni Venti). 
Ritratto di Lyda Borelli
Ritratto di Luigi Barzini, 
Ritratto del Conte A.M. (esposto a Venezia)
La marchesa Fracassi Mazzotti
Il conte Azzoni
Donna Franca Folcieri

Ritratto del notaio Serafino Chiappa, collezione privata